# Erich Jekelius
Erich Wolfgang Jekelius (Hosszúfalu, 1889. augusztus 2. – Bissingen, 1970. november 27.), erdélyi szász paleontológus, geológus, geneológus, Románia egyik vezető őslénykutatója. Doktori címét Budapesten szerezte, majd az első világháború után visszatért Erdélybe. Geológiai és paleontológiai kutatásokat végzett a Barcasági-medencében és Brassó környéki hegyekben, közel száz tanulmányt írt, geológusként bukaresti állami intézményeknél dolgozott, támogatta a Barcasági Szász Múzeumot. Fő kutatási területei a harmadkor és a jura időszakai.

## Élete

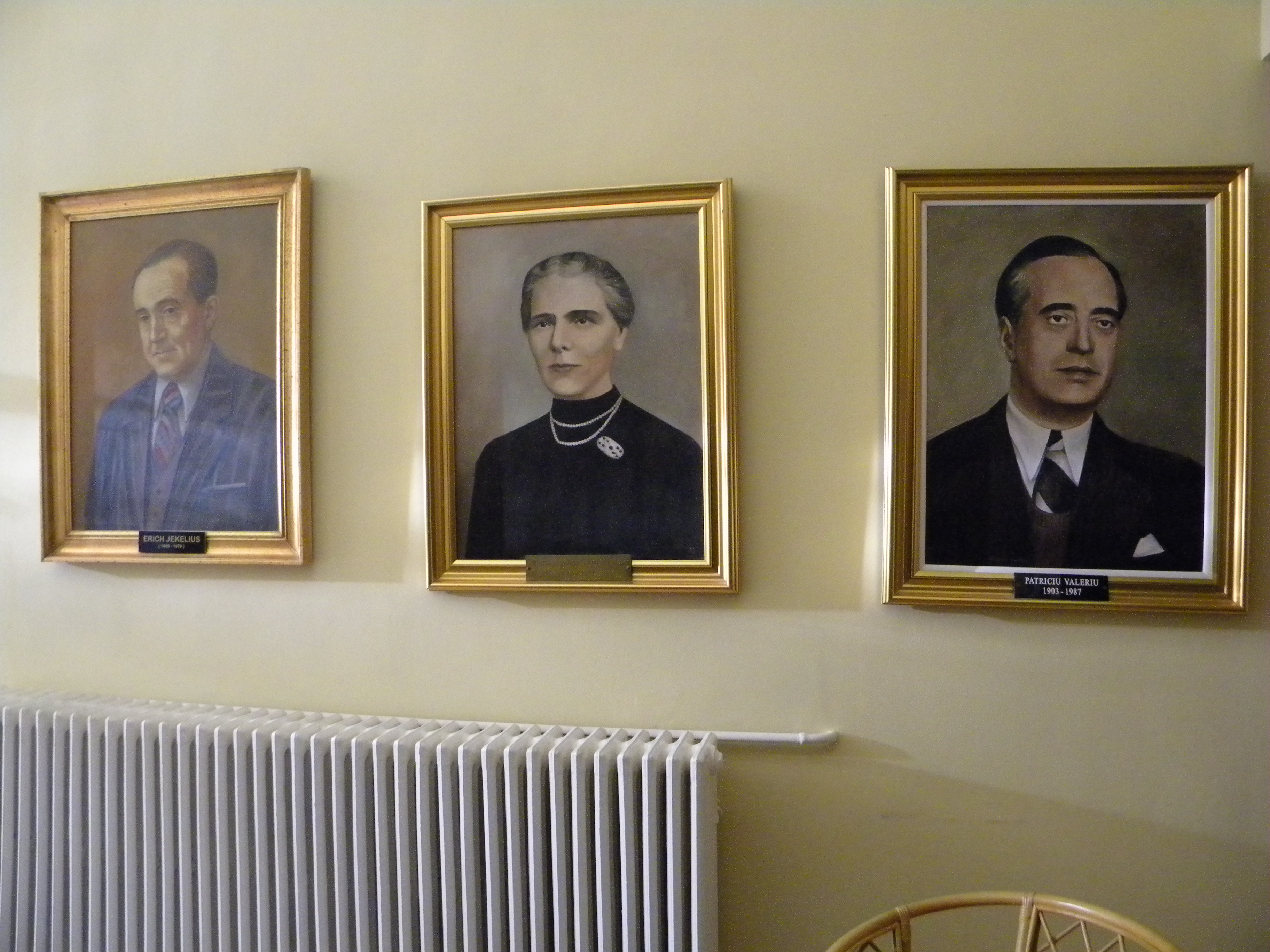
Erich Jekelius, Elisa Leonida Zamfirescu, Valeriu Patriciu

A Brassó melletti Hosszúfaluban született (ma Négyfalu városának része). Anyja Emma Meschendörfer (1867–1962), apja August Jekelius (1861–1915) Brassó vármegyei alispán, az evangélikus egyházkerületi gyűlés (Landeskonsistorium) világi tagja. Tudósként elsősorban gazdasági és statisztikai területeken publikált.
Erich Jekelius a brassói Johannes Honterus Líceumban végezte középiskolai tanulmányait, majd 1909-től geológiát és természettudományt hallgatott Strasbourgban, Berlinben, Lipcsében, és Budapesten. Doktori címét 1913-ban szerezte Budapesten A Keresztényhavas mezozoikus képződményei dolgozatával. 1913 és 1919 között a budapesti Magyar Királyi Földtani Intézetnél dolgozott, kezdetben külső munkatársként, majd osztálygeológusként és preparátorként.
Részt vett az őszirózsás forradalomban, majd a Tanácsköztársaság bukása után önként beadta lemondását és visszaköltözött Brassóba, ahol a Barcasági Szász Múzeum alkalmazta. A román hatalomátvétel után Bukarestben kapott állást a Román Földtani Intézetben, ahol hamarosan főgeológus lett, bár lakhelye továbbra is Brassóban volt. 1924-ben feleségül vette Anna Schielt, Samuel Schiel brassói iparos lányát; házasságukból két fiú és egy leány született.
1936-ban Jekelius a brassói Barcasági Szász Múzeum gondnoka lett. Életét, idejét bukaresti munkája és brassói kutatásai és családja között osztotta meg. 1944-ben visszavonult a bukaresti Földtani Intézettől, családjával Szebenbe majd Hosszúfaluba költözött, majd 1947-ben úgy döntött, hogy nyugdíjba vonul. 1949-ben azonban ismét dolgozni kezdett, kezdetben a keresztényfalvi kerámiagyárban geológusként, majd 1950-től a Román Nehézipari Minisztérium által felügyelt bukaresti Energetikai Kutatóintézetben, ahol 1957-től főgeológus volt. 1961-ben betegség miatt ismét nyugdíjba vonult, majd 1968-ban Nyugat-Németországba költözött fia családjához.

## Munkássága
Jekelius 91 tanulmányt jelentetett meg 1911 és 1968 között. Fő kutatási területei a harmadkor és a jura időszakai. 23 éves korában elsőként tanulmányozta a Királykő-hegység geológiáját, a következő években pedig feltérképezte a Királykő, a Keresztényhavas, és a Nagykőhavas kőzeteit, és a Barcasági-medencét. Több, mint 350 000 megkövesedett puhatestűt talált; ebből azt a következtetést vonta le, hogy a Barcasági-medence régen egy nagy tó volt, melyet a Hargita felemelkedése szigetelt el.
Már 1909-től támogatta a Brassóban megnyitott Barcasági Szász Múzeumot; többek között kőzet- és ásványkollekciókat adományozott, és több kötetét ő szerkesztette a múzeum által kiadott Das Burzenland ötrészes, 22 kötetes Barcaság-monográfiának. 1936-ban, Julius Teutsch halála után Jekelius a múzeum gondnoka lett, felújította és kibővítette azt; vezetése alatt a Barcasági Szász Múzeum az ország legjelentősebb erdélyi helytörténeti múzeuma volt, külföldi intézményekkel is együttműködött, és régészeti kutatásokat is végzett. Szorgalmazta egy új, erre a célra épített múzeumépület emelését, de a második világháború meghiúsította terveit: a gyűjtemények elpusztultak, vagy pedig a hatalomra kerülő kommunisták kezére jutottak.
Közreműködött Románia földtani térképének elkészítésében, tanulmányozta a mezőségi gázlelőhelyeket. A harmadkorral foglalkozó tanulmányai az olajipar számára is kiemelt fontosságúak voltak. A bukaresti Energetikai Kutatóintézet vezető geológusaként ő volt a felelős a román hő- és vízierőművek és a nagyfeszültségű távvezetékek geotechnikájáért.
Jekelius geneológiai kutatásokat is végzett: már a Barcasági Szász Múzeumban felállított egy tanszéket, hogy rögzítse Brassó teljes szász lakosságának családfáit. Nyugdíjba vonulása után, az 1960-as években is folytatta ezt a munkáját; kutatásait 12 kötetben foglalta össze, melyet jelenleg a brassói evangélikus egyházközség archívumában őriznek.